# Maucor
Maucor ist eine französische Gemeinde mit 567 Einwohnern (Stand 1. Januar 2022) im Département Pyrénées-Atlantiques in der Region Nouvelle-Aquitaine (vor 2016: Aquitanien). Die Gemeinde gehört zum Arrondissement Pau und zum Kanton Pays de Morlaàs et du Montanérès (bis 2015: Kanton Morlaàs).
Der Name in der gascognischen Sprache lautet Maucòr. Die Bewohner werden Maucorois und Maucoroises genannt.

## Geographie
Maucor liegt ca. 15 km nordöstlich und damit im urbanen Einzugsbereich von Pau in der historischen Provinz Béarn.
Umgeben wird der Ort von den Nachbargemeinden:
| Saint-Castin | Bernadets                                   | Saint-Jammes |
|              | Kompassrose, die auf Nachbargemeinden zeigt |              |
| Buros        |                                             | Morlaàs      |

Maucor liegt im Einzugsgebiet des Flusses Adour. Der Luy de France bewässert mit seinem Nebenfluss, dem Ruisseau de la Bourie, der zudem in Maucor entspringt, das Gebiet der Gemeinde. Außerdem durchqueren der Laps, ein Nebenfluss des Luy de Béarn, und der Ladebèze, ein Zufluss des Saint-Jean, das Gemeindegebiet.

## Geschichte
Maucor gehörte lange Zeit zu Morlaàs und entwickelte sich relativ spät im Vergleich zu anderen Gemeinden des Béarn. Ein Graf Unaud von Maucor wurde in einer Schrift des 11. Jahrhunderts erwähnt, die die Geschichte der Abtei Saint-Sever schildert. Im Jahre 1402 wurde das Dorf in einer Volkszählung erwähnt, 1481 lebte ein Grundherr Francès de la Tour de Maucor. Offensichtlich gab er seinem Lehen seinen Namen, im Gegensatz zur im Béarn sonst üblichen Vorgehensweise, in der ein Grundherr den Namen seines Lehen annahm. Die Grundherrschaft von Maucor ging nacheinander an die Familien Lamothe, Lostal, de Labaig, und Mesplès. Im 18. Jahrhundert verkaufte Pierre de Lacassaigne-Maucor das Lehen an den Baron Jean Gratian de Laussat, einen Bezirksbeamten der Finanzverwaltung.
Toponyme und Erwähnungen von Maucor waren:
- Maucoo de Morlaas (1402, Volkszählung im Béarn),
- Maucoo, dejuus Morlaas (15. Jahrhundert, Kopialbuch des Archidiakonats von Ossau, Blatt 203),
- Mauquo (gegen 1540, Manuskriptsammlung des 16. bis 18. Jahrhunderts),
- Mauco (1750, Karte von Cassini) und
- Mauco (1793 und 1801, Notice Communale bzw. Bulletin des lois).[5][6][7]

### Einwohnerentwicklung
Vom Beginn der Aufzeichnungen steigerte sich die Größe der Gemeinde bis zu den 1870er Jahren auf rund 280 Einwohnern, bevor die Einwohnerzahl bis zu den 1930er Jahren auf rund 170 zurückfiel. Anschließend setzte ein kräftiges Wachstum, insbesondere seit den 1970er Jahren, auf ein heutiges Niveau von rund 500 Einwohnern ein.
| Jahr      | 1962 | 1968 | 1975 | 1982 | 1990 | 1999 | 2006 | 2009 | 2022 |
| --------- | ---- | ---- | ---- | ---- | ---- | ---- | ---- | ---- | ---- |
| Einwohner | 181  | 204  | 282  | 396  | 436  | 461  | 495  | 520  | 567  |

## Sehenswürdigkeiten

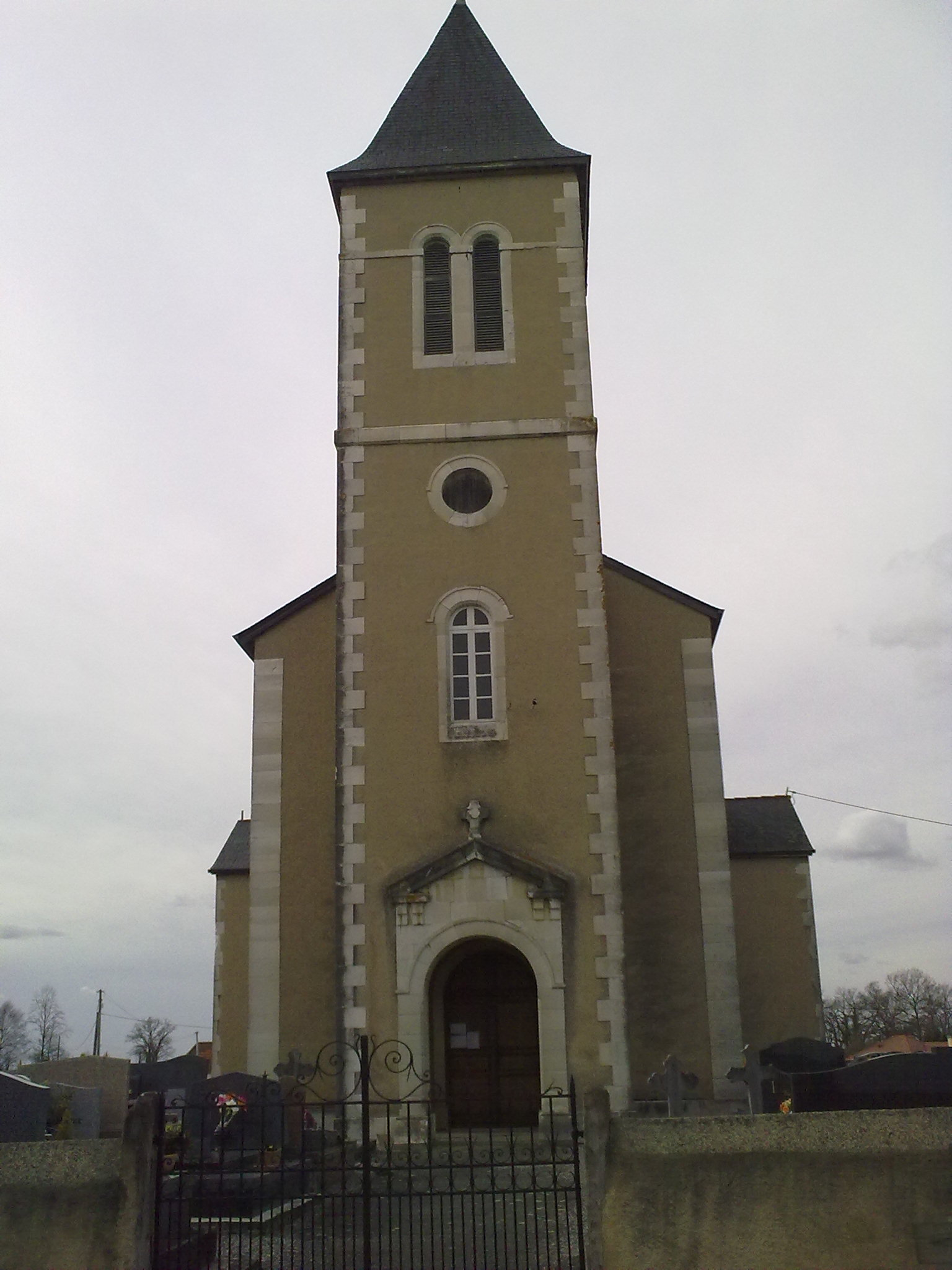
Pfarrkirche Saint-Jean-Baptiste

- Pfarrkirche, geweiht Johannes dem Täufer. Seit dem 13. Jahrhundert gab es eine einfache Kirche in der Gemeinde. Die Hugenottenkriege sind an ihr nicht spurlos vorübergegangen, so dass sie im 17. Jahrhundert aufgrund einer Einsturzgefahr abgerissen werden musste. Martin de Lacassagne, Bischof von Lescar und Bruder des damaligen Grundherrn von Maucor, ordnete den Neubau der Pfarrkirche an. Wegen fehlender Geldmittel dauerte es bis 1867, bis die heutige Kirche südlich der Stelle des alten Gebäudes und inmitten des Friedhofs nach Plänen des Architekten Lévy errichtet wurde. 1901 wurde sie restauriert. Das einschiffige Langhaus wird an seiner Westseite von einer dreiwandigen Apsis abgeschlossen. Der Glockenturm über dem Eingangsvorbau, der die Ostseite der Kirche dominiert, ist nach drei Seiten von großen Rundbögen mit  klassizistischen Rahmungen geöffnet. Im Kircheninneren fällt der Blick auf drei Glasfenster, Werke des Glasmalers Gustave Pierre Dagrant aus dem Jahre 1902. Sie stellen Johannes den Täufer, den heiligen Josef mit Jesuskind und Maria mit Jesuskind dar. Die Kirche birgt außerdem einen Altar aus dem 19. Jahrhundert, der an die Pilgerfahrt nach Emmaus erinnert.[10][11]

## Wirtschaft und Infrastruktur
Aufgrund der Nähe zu Pau stehen Handel und Dienstleistungen im Vordergrund der Wirtschaft der Gemeinde.

### Verkehr
Maucor wird durchquert von den Routes départementales 39 und 206.